# Lista de seleções participantes na Copa Ouro da CONCACAF de 2013
Esta é a lista de convocados para a Copa Ouro da CONCACAF de 2013 que ocorreu nos Estados Unidos entre os dias 7 e 28 de julho. Cada seleção foi constituída por 23 jogadores, três dos quais devem ser goleiros.

## Grupo A

### Canadá
Técnico: Collin Miller
| No. | Pos. | Jogador                     | Idade                            | Jogos | Gols | Clube                  |
| --- | ---- | --------------------------- | -------------------------------- | ----- | ---- | ---------------------- |
| 1   | GR   | Lars Hirschfeld             | 17 de outubro de 1978 (46 anos)  | 46    | 0    | Vålerenga              |
| 2   | D    | Nikolas Ledgerwood          | 16 de janeiro de 1985 (40 anos)  | 26    | 0    | Hammarby               |
| 3   | D    | Ashtone Morgan              | 9 de fevereiro de 1991 (34 anos) | 6     | 0    | Toronto FC             |
| 4   | A    | Kyle Porter                 | 19 de janeiro de 1990 (35 anos)  | 2     | 0    | D.C. United            |
| 5   | D    | David Edgar                 | 19 de maio de 1987 (37 anos)     | 17    | 1    | Burnley                |
| 6   | M    | Julián de Guzmán            | 25 de março de 1981 (43 anos)    | 64    | 4    | Sem clube              |
| 7   | M    | Russell Teibert             | 22 de dezembro de 1992 (32 anos) | 3     | 0    | Vancouver Whitecaps    |
| 8   | M    | Will Johnson                | 21 de janeiro de 1987 (38 anos)  | 33    | 3    | Portland Timbers       |
| 9   | A    | Tosaint Ricketts            | 6 de agosto de 1987 (37 anos)    | 23    | 5    | Sandnes Ulf            |
| 10  | A    | Simeon Jackson              | 28 de março de 1987 (37 anos)    | 35    | 6    | Eintracht Braunschweig |
| 11  | A    | Marcus Haber                | 11 de janeiro de 1989 (36 anos)  | 6     | 1    | Stevenage              |
| 12  | M    | Issey Nakajima-Farran       | 16 de maio de 1984 (40 anos)     | 26    | 1    | Alki Larnaca           |
| 13  | M    | Pedro Pacheco (futebolista) | 27 de junho de 1984 (40 anos)    | 11    | 0    | Santa Clara            |
| 14  | M    | Samuel Piette               | 12 de novembro de 1994 (30 anos) | 2     | 0    | Fortuna Düsseldorf II  |
| 15  | M    | Kyle Bekker                 | 2 de setembro de 1990 (34 anos)  | 5     | 0    | Toronto FC             |
| 16  | A    | Randy Edwini-Bonsu          | 20 de abril de 1990 (34 anos)    | 4     | 0    | Sem clube              |
| 17  | D    | Marcel de Jong              | 15 de outubro de 1986 (38 anos)  | 23    | 1    | Augsburg               |
| 18  | GR   | Milan Borjan                | 23 de outubro de 1987 (37 anos)  | 11    | 0    | Sivasspor              |
| 19  | D    | Adam Straith                | 11 de setembro de 1990 (34 anos) | 11    | 0    | Sem clube              |
| 20  | D    | Doneil Henry                | 20 de abril de 1993 (31 anos)    | 4     | 0    | Toronto FC             |
| 21  | M    | Jonathan Osorio             | 12 de junho de 1992 (32 anos)    | 1     | 0    | Toronto FC             |
| 22  | GR   | Simon Thomas                | 12 de abril de 1990 (34 anos)    | 2     | 0    | Vancouver Whitecaps    |
| 23  | M    | Keven Aleman                | 25 de março de 1994 (30 anos)    | 0     | 0    | Real Valladolid        |

### Martinica
Técnico:  Patrick Cavelan
| No. | Pos. | Jogador             | Idade                             | Jogos | Gols | Clube            |
| --- | ---- | ------------------- | --------------------------------- | ----- | ---- | ---------------- |
| 1   | GR   | Emmanuel Vermignon  | 20 de janeiro de 1989 (36 anos)   | 10    | 0    | Club Colonial    |
| 2   | D    | Nicolas Zaïre       | 7 de dezembro de 1986 (38 anos)   | 17    | 1    | Rivière-Pilote   |
| 3   | D    | Lionel Ravi         | 12 de novembro de 1985 (39 anos)  | 5     | 0    | Club Franciscain |
| 4   | M    | Daniel Hérelle      | 17 de outubro de 1988 (36 anos)   | 32    | 0    | Club Colonial    |
| 5   | M    | Gaël Germany        | 10 de maio de 1983 (41 anos)      | 19    | 3    | Paris FC         |
| 6   | D    | William Sery        | 20 de março de 1986 (39 anos)     | 7     | 0    | Raon-l'Étape     |
| 7   | A    | Steve Gustan        | 26 de novembro de 1985 (39 anos)  | 0     | 0    | Club Franciscain |
| 8   | D    | Audrick Linord      | 17 de abril de 1987 (37 anos)     | 11    | 0    | Romorantin       |
| 9   | A    | Frédéric Piquionne  | 8 de dezembro de 1978 (46 anos)   | 5     | 2    | Portland Timbers |
| 10  | A    | Kevin Tresfeld      | 11 de abril de 1988 (36 anos)     | 10    | 3    | Club Franciscain |
| 11  | A    | Yoann Arquin        | 15 de abril de 1988 (36 anos)     | 0     | 0    | Notts County     |
| 12  | D    | Jacky Berdix        | 29 de agosto de 1979 (45 anos)    | 14    | 1    | Case-Pilote      |
| 13  | M    | Olivier Thomert     | 28 de maio de 1980 (44 anos)      | 0     | 0    | Le Mans          |
| 14  | M    | Fabrice Reuperne    | 18 de setembro de 1975 (49 anos)  | 24    | 1    | Golden Star      |
| 15  | M    | Jordy Delem         | 18 de março de 1993 (32 anos)     | 14    | 3    | Club Franciscain |
| 16  | GR   | Loïc Chauvet        | 30 de abril de 1988 (36 anos)     | 2     | 0    | Golden Star      |
| 17  | A    | Kévin Parsemain     | 12 de fevereiro de 1988 (37 anos) | 29    | 20   | Rivière-Pilote   |
| 18  | D    | Grégory Arnolin     | 10 de novembro de 1980 (44 anos)  | 0     | 0    | Sporting Gijón   |
| 19  | A    | Mathias Coureur     | 22 de março de 1988 (36 anos)     | 0     | 0    | Golden Lion      |
| 20  | M    | Stéphane Abaul      | 23 de novembro de 1991 (33 anos)  | 17    | 2    | Club Franciscain |
| 21  | D    | Sébastien Crétinoir | 12 de fevereiro de 1986 (39 anos) | 22    | 0    | Club Colonial    |
| 22  | D    | Jean-Sylvain Babin  | 14 de outubro de 1986 (38 anos)   | 0     | 0    | Alcorcón         |
| 23  | GR   | Kévin Olimpa        | 10 de março de 1988 (37 anos)     | 3     | 0    | Bordeaux         |

### México
Técnico: José Manuel de la Torre
| No. | Pos. | Jogador                | Idade                             | Jogos | Gols | Clube         |
| --- | ---- | ---------------------- | --------------------------------- | ----- | ---- | ------------- |
| 1   | GR   | Jonathan Orozco        | 12 de maio de 1986 (38 anos)      | 2     | 0    | Monterrey     |
| 2   | D    | Israel Jiménez         | 13 de agosto de 1989 (35 anos)    | 5     | 0    | UANL          |
| 3   | D    | Leobardo López         | 4 de setembro de 1983 (41 anos)   | 9     | 1    | Monterrey     |
| 4   | D    | Joel Huiqui            | 18 de fevereiro de 1983 (42 anos) | 9     | 1    | Morelia       |
| 5   | D    | Dárvin Chávez          | 21 de novembro de 1989 (35 anos)  | 3     | 0    | Monterrey     |
| 6   | M    | Carlos Peña            | 29 de março de 1990 (34 anos)     | 2     | 0    | León          |
| 7   | M    | Javier Cortés          | 20 de julho de 1989 (35 anos)     | 2     | 0    | UNAM          |
| 8   | M    | Luis Montes            | 16 de maio de 1986 (38 anos)      | 1     | 0    | León          |
| 9   | A    | Raúl Jiménez           | 5 de maio de 1991 (33 anos)       | 9     | 0    | América       |
| 10  | M    | Marco Fabián           | 21 de julho de 1989 (35 anos)     | 4     | 1    | Guadalajara   |
| 11  | A    | Rafael Márquez Lugo    | 2 de novembro de 1981 (43 anos)   | 11    | 1    | Guadalajara   |
| 12  | GR   | Alfredo Talavera       | 18 de setembro de 1982 (42 anos)  | 14    | 0    | Toluca        |
| 13  | D    | Adrián Aldrete         | 14 de junho de 1988 (36 anos)     | 9     | 0    | América       |
| 14  | M    | Jorge Enríquez         | 8 de janeiro de 1991              | 5     | 0    | Guadalajara   |
| 15  | D    | Efraín Velarde         | 18 de abril de 1986 (38 anos)     | 1     | 0    | UNAM          |
| 16  | M    | Miguel Ponce           | 12 de abril de 1989 (35 anos)     | 2     | 0    | Guadalajara   |
| 17  | M    | Isaác Brizuela         | 28 de agosto de 1990 (34 anos)    | 0     | 0    | Toluca        |
| 18  | D    | Juan Carlos Valenzuela | 15 de março de 1984 (41 anos)     | 9     | 0    | América       |
| 19  | D    | Miguel Layún           | 25 de junho de 1988 (36 anos)     | 0     | 0    | América       |
| 20  | D    | Jair Pereira           | 7 de julho de 1986 (38 anos)      | 0     | 0    | Cruz Azul     |
| 21  | A    | Javier Orozco          | 16 de novembro de 1987 (37 anos)  | 3     | 0    | Santos Laguna |
| 22  | D    | Alejandro Castro       | 27 de março de 1987 (37 anos)     | 0     | 0    | Cruz Azul     |
| 23  | GR   | Moisés Muñoz           | 1 de fevereiro de 1980 (45 anos)  | 8     | 0    | América       |

### Panamá
Técnico: Julio César Dely Valdés
| No. | Pos. | Jogador           | Idade                             | Jogos | Gols | Clube                  |
| --- | ---- | ----------------- | --------------------------------- | ----- | ---- | ---------------------- |
| 1   | GR   | Jaime Penedo      | 26 de setembro de 1981 (43 anos)  | 85    | 0    | Motagua                |
| 2   | D    | Leonel Parris     | 13 de junho de 1982 (42 anos)     | 15    | 0    | Tauro                  |
| 3   | D    | Harold Cummings   | 1 de março de 1992 (33 anos)      | 14    | 0    | Árabe Unido            |
| 4   | D    | Carlos Rodríguez  | 12 de abril de 1990 (34 anos)     | 15    | 0    | Chepo                  |
| 5   | D    | Román Torres      | 20 de março de 1986 (39 anos)     | 69    | 2    | Millonarios            |
| 6   | M    | Gabriel Gómez     | 29 de maio de 1984 (40 anos)      | 85    | 9    | Junior                 |
| 7   | A    | Blas Pérez        | 13 de março de 1981 (44 anos)     | 76    | 29   | FC Dallas              |
| 8   | M    | Marcos Sánchez    | 23 de dezembro de 1989 (35 anos)  | 22    | 2    | Tauro                  |
| 9   | M    | Gabriel Torres    | 31 de outubro de 1988 (36 anos)   | 35    | 2    | Zamora                 |
| 10  | M    | Eybir Bonaga      | 19 de maio de 1986 (38 anos)      | 18    | 2    | Ružomberok             |
| 11  | A    | Cecilio Waterman  | 13 de abril de 1991 (33 anos)     | 2     | 0    | Fénix                  |
| 12  | GR   | Luis Mejía        | 16 de março de 1991 (34 anos)     | 11    | 0    | Fénix                  |
| 13  | D    | Jean Cedeño       | 9 de julho de 1985 (39 anos)      | 20    | 0    | Alianza                |
| 14  | M    | Juan Pérez        | 1 de janeiro de 1980 (45 anos)    | 35    | 0    | Tauro                  |
| 15  | GR   | Álex Rodríguez    | 5 de agosto de 1990 (34 anos)     | 2     | 0    | Sporting San Miguelito |
| 16  | A    | Rolando Blackburn | 9 de janeiro de 1990 (35 anos)    | 12    | 3    | Häcken                 |
| 17  | D    | Roderick Miller   | 3 de abril de 1992 (32 anos)      | 9     | 0    | San Francisco          |
| 18  | M    | Jairo Jiménez     | 7 de janeiro de 1993 (32 anos)    | 1     | 0    | Elche                  |
| 19  | M    | Alberto Quintero  | 18 de dezembro de 1987 (37 anos)  | 33    | 3    | Chorrillo              |
| 20  | M    | Aníbal Godoy      | 10 de fevereiro de 1990 (35 anos) | 34    | 0    | Chepo                  |
| 21  | D    | Richard Dixon     | 28 de março de 1992 (32 anos)     | 0     | 0    | Sporting San Miguelito |
| 22  | M    | Rolando Escobar   | 24 de outubro de 1981 (43 anos)   | 33    | 1    | Deportivo Anzoátegui   |
| 23  | D    | Roberto Chen      | 24 de maio de 1994 (30 anos)      | 2     | 0    | San Francisco          |

## Grupo B

### El Salvador
Técnico:  Agustín Castillo
| No. | Pos. | Jogador                   | Idade                             | Jogos | Gols | Clube                  |
| --- | ---- | ------------------------- | --------------------------------- | ----- | ---- | ---------------------- |
| 1   | GR   | Dagoberto Portillo        | 16 de novembro de 1979 (45 anos)  | 26    | 0    | Luis Ángel Firpo       |
| 2   | D    | Xavier García             | 26 de junho de 1990 (34 anos)     | 36    | 1    | Luis Ángel Firpo       |
| 3   | D    | Víctor Turcios            | 13 de abril de 1988 (36 anos)     | 37    | 1    | RoPS                   |
| 4   | D    | Steve Purdy               | 5 de fevereiro de 1979 (46 anos)  | 14    | 1    | Chivas USA             |
| 5   | D    | José Miguel Granadino     | 28 de setembro de 1988 (36 anos)  | 6     | 0    | FAS                    |
| 6   | M    | Richard Menjivar          | 31 de dezembro de 1990 (34 anos)  | 6     | 0    | Atlanta Silverbacks    |
| 7   | M    | Darwin Ceren              | 31 de dezembro de 1989 (35 anos)  | 12    | 1    | Juventud Independiente |
| 8   | M    | Osael Romero              | 8 de abril de 1986 (38 anos)      | 74    | 16   | Alianza                |
| 9   | A    | Rafael Burgos             | 3 de junho de 1988 (36 anos)      | 28    | 10   | Kecskeméti             |
| 10  | M    | Kevin Santamaria          | 21 de janeiro de 1991 (34 anos)   | 1     | 0    | Santa Tecla            |
| 11  | A    | Rodolfo Zelaya            | 3 de julho de 1988 (36 anos)      | 33    | 13   | Alianza                |
| 12  | M    | Andrés Flores             | 31 de agosto de 1990 (34 anos)    | 27    | 0    | Isidro Metapán         |
| 13  | D    | Alexander Larín           | 27 de junho de 1992 (32 anos)     | 7     | 0    | FAS                    |
| 14  | A    | Dustin Corea              | 21 de março de 1992 (32 anos)     | 1     | 0    | Skive IK               |
| 15  | M    | Darwin Bonilla            | 6 de agosto de 1990 (34 anos)     | 5     | 0    | Águila                 |
| 16  | D    | Marcelo Alejandro Posadas | 24 de julho de 1989 (35 anos)     | 0     | 0    | Santa Tecla            |
| 17  | A    | Léster Blanco             | 17 de fevereiro de 1989 (36 anos) | 30    | 5    | Isidro Metapán         |
| 18  | GR   | Benji Villalobos          | 15 de julho de 1988 (36 anos)     | 8     | 0    | Águila                 |
| 19  | M    | Gerson Mayen              | 9 de fevereiro de 1989 (36 anos)  | 3     | 0    | FAS                    |
| 20  | A    | Josué Flores              | 13 de maio de 1988 (36 anos)      | 2     | 0    | Alianza                |
| 21  | M    | Nestor Renderos           | 10 de setembro de 1988 (36 anos)  | 2     | 0    | FAS                    |
| 22  | GR   | Derby Carrillo            | 19 de setembro de 1987 (37 anos)  | 3     | 0    | Santa Tecla            |
| 23  | D    | Mardoqueo Henríquez       | 24 de maio de 1987 (37 anos)      | 33    | 0    | Águila                 |

### Haiti
Técnico:  Israel Blake Cantero
| No. | Pos. | Jogador               | Idade                            | Jogos | Gols | Clube                   |
| --- | ---- | --------------------- | -------------------------------- | ----- | ---- | ----------------------- |
| 1   | GR   | Frandy Montrévil      | 14 de janeiro de 1982 (43 anos)  | 5     | 0    | Valencia de Leogane     |
| 2   | M    | Jean Sony Alcenat     | 23 de janeiro de 1986 (39 anos)  | 43    | 5    | Petrolul Ploiești       |
| 3   | D    | Mechack Jérôme        | 21 de abril de 1990 (34 anos)    | 22    | 0    | Sporting Kansas City    |
| 4   | D    | Wilde Donald Guerrier | 31 de março de 1989 (35 anos)    | 11    | 1    | América des Cayes       |
| 5   | D    | Jean-Jacques Pierre   | 23 de janeiro de 1981 (44 anos)  | 56    | 5    | Caen                    |
| 6   | D    | Kevin Lafrance        | 13 de janeiro de 1990 (35 anos)  | 8     | 2    | Baník Most              |
| 7   | M    | Jeff Louis            | 8 de agosto de 1992 (32 anos)    | 6     | 0    | Nancy                   |
| 8   | D    | Judelin Aveska        | 21 de outubro de 1987 (37 anos)  | 30    | 1    | Independiente Rivadavia |
| 9   | A    | Kervens Belfort       | 16 de maio de 1992 (32 anos)     | 10    | 5    | Le Mans                 |
| 10  | A    | Peguero Jean Philippe | 29 de setembro de 1981 (43 anos) | 26    | 21   | Don Bosco               |
| 11  | A    | Jean-Eudes Maurice    | 21 de junho de 1986 (38 anos)    | 10    | 8    | Le Mans                 |
| 12  | GR   | Julien Jospy          | 3 de junho de 1983 (41 anos)     | 1     | 0    | Cavaly                  |
| 13  | M    | Monuma Constant Jr.   | 1 de abril de 1982 (42 anos)     | 22    | 4    | Racing Haïtien          |
| 14  | M    | Peterson Joseph       | 24 de abril de 1990 (34 anos)    | 13    | 0    | Sporting Kansas City    |
| 15  | M    | Yves Desmarets        | 17 de julho de 1979 (45 anos)    | 1     | 0    | Belenenses              |
| 16  | M    | Jean Alexandre        | 24 de agosto de 1986 (38 anos)   | 23    | 2    | Orlando City            |
| 17  | M    | Hérold Charles Jr.    | 23 de julho de 1990 (34 anos)    | 2     | 0    | Tempête                 |
| 18  | A    | Leonel Saint-Preux    | 12 de maio de 1985 (39 anos)     | 36    | 6    | FELDA United            |
| 19  | D    | Kim Jaggy             | 14 de novembro de 1982 (42 anos) | 4     | 1    | Wil                     |
| 20  | D    | Olrish Saurel         | 13 de setembro de 1985 (39 anos) | 18    | 2    | Antigua Barracuda       |
| 21  | GR   | Ronald Elusma         | 8 de julho de 1993 (31 anos)     | 0     | 0    | Victory                 |
| 22  | D    | Ricardo Ade           | 25 de maio de 1990 (34 anos)     | 0     | 0    | Baltimore               |
| 23  | M    | Pascal Millien        | 3 de maio de 1986 (38 anos)      | 11    | 0    | Sligo Rovers            |

### Honduras
Técnico:  Luis Fernando Suárez
| No. | Pos. | Jogador            | Idade                             | Jogos | Gols | Clube                |
| --- | ---- | ------------------ | --------------------------------- | ----- | ---- | -------------------- |
| 1   | GR   | José Mendoza       | 13 de abril de 1989 (35 anos)     | 1     | 0    | Platense             |
| 2   | D    | Osman Chávez       | 29 de julho de 1984 (40 anos)     | 47    | 0    | Wisła Kraków         |
| 3   | D    | Brayan Beckeles    | 28 de novembro de 1985 (39 anos)  | 12    | 1    | Olimpia              |
| 4   | D    | Johnny Palacios    | 8 de março de 1988 (37 anos)      | 15    | 0    | Olimpia              |
| 5   | D    | José Velásquez     | 8 de dezembro de 1989 (35 anos)   | 3     | 0    | Victoria             |
| 6   | D    | Juan Carlos García | 8 de março de 1988 (37 anos)      | 24    | 1    | Olimpia              |
| 7   | A    | Diego Reyes        | 7 de julho de 1992 (32 anos)      | 0     | 0    | Real Sociedad        |
| 8   | M    | Gerson Rodas       | 6 de julho de 1990 (34 anos)      | 0     | 0    | Real España          |
| 9   | A    | Jerry Palacios     | 1 de novembro de 1981 (43 anos)   | 16    | 4    | Alajuelense          |
| 10  | M    | Mario Martínez     | 30 de julho de 1989 (35 anos)     | 31    | 3    | Seattle Sounders     |
| 11  | A    | Rony Martínez      | 16 de outubro de 1988             | 0     | 0    | Real Sociedad        |
| 12  | D    | Orlin Peralta      | 12 de fevereiro de 1990 (35 anos) | 4     | 0    | Motagua              |
| 13  | D    | Nery Medina        | 5 de agosto de 1981 (43 anos)     | 12    | 0    | Motagua              |
| 14  | M    | Andy Najar         | 16 de março de 1993 (32 anos)     | 5     | 0    | Anderlecht           |
| 15  | M    | Mario Berríos      | 29 de maio de 1982 (42 anos)      | 16    | 0    | Marathón             |
| 16  | M    | Alexander López    | 6 de maio de 1992 (32 anos)       | 3     | 0    | Olimpia              |
| 17  | M    | Marvin Chávez      | 3 de novembro de 1983 (41 anos)   | 32    | 3    | San José Earthquakes |
| 18  | GR   | Kevin Hernández    | 21 de dezembro de 1985 (39 anos)  | 2     | 0    | Real España          |
| 19  | M    | Wilmer Fuentes     | 21 de abril de 1992 (32 anos)     | 2     | 0    | Marathón             |
| 20  | M    | Jorge Claros       | 8 de janeiro de 1986 (39 anos)    | 37    | 2    | Hibernian            |
| 21  | A    | Roger Rojas        | 9 de junho de 1990 (34 anos)      | 18    | 3    | Olimpia              |
| 22  | GR   | Donis Escober      | 3 de fevereiro de 1980 (45 anos)  | 21    | 0    | Olimpia              |
| 23  | M    | Edder Delgado      | 20 de novembro de 1986 (38 anos)  | 18    | 0    | Real España          |

### Trinidad e Tobago
Técnico: Stephen Hart
| No. | Pos. | Jogador              | Idade                             | Jogos | Gols | Clube               |
| --- | ---- | -------------------- | --------------------------------- | ----- | ---- | ------------------- |
| 1   | GR   | Marvin Phillip       | 1 de agosto de 1984 (40 anos)     | 41    | 0    | Central             |
| 3   | M    | Joevin Jones         | 3 de agosto de 1991 (33 anos)     | 28    | 0    | W Connection        |
| 5   | D    | Carlyle Mitchell     | 8 de agosto de 1987 (37 anos)     | 18    | 0    | Vancouver Whitecaps |
| 6   | D    | Daneil Cyrus         | 15 de dezembro de 1990 (34 anos)  | 28    | 0    | W Connection        |
| 7   | M    | Chris Birchall       | 4 de maio de 1984 (40 anos)       | 42    | 4    | Port Vale           |
| 8   | M    | Khaleem Hyland       | 5 de junho de 1989 (35 anos)      | 33    | 3    | Racing Genk         |
| 9   | A    | Kenwyne Jones        | 5 de outubro de 1984 (40 anos)    | 52    | 7    | Stoke City          |
| 10  | M    | Kevin Molino         | 17 de junho de 1990 (34 anos)     | 17    | 3    | Orlando City        |
| 11  | A    | Carlos Edwards       | 24 de outubro de 1978 (46 anos)   | 83    | 4    | Ipswich Town        |
| 12  | M    | Darryl Roberts       | 26 de setembro de 1983 (41 anos)  | 25    | 6    | Samsunspor          |
| 13  | A    | Cornell Glen         | 21 de outubro de 1980 (44 anos)   | 66    | 23   | Shillong Lajong     |
| 14  | M    | Andre Boucaud        | 10 de outubro de 1984 (40 anos)   | 8     | 0    | Notts County        |
| 16  | M    | Kevon Carter         | 14 de outubro de 1983 (41 anos)   | 29    | 5    | Defence Force       |
| 17  | D    | Justin Hoyte         | 20 de novembro de 1984 (40 anos)  | 2     | 0    | Middlesbrough       |
| 18  | M    | Densill Theobald     | 27 de junho de 1982 (42 anos)     | 93    | 2    | Caledonia AIA       |
| 19  | M    | Keon Daniel          | 16 de janeiro de 1987 (38 anos)   | 56    | 13   | Philadelphia Union  |
| 20  | D    | Seon Power           | 2 de fevereiro de 1984 (41 anos)  | 40    | 2    | Chainat             |
| 21  | GR   | Jan-Michael Williams | 26 de outubro de 1984             | 49    | 0    | St. Ann's Rangers   |
| 22  | GR   | Cleon John           | 25 de janeiro de 1981 (44 anos)   | 3     | 0    | Defence Force       |
| 23  | A    | Jamal Gay            | 9 de fevereiro de 1989 (36 anos)  | 18    | 7    | Caledonia AIA       |
| 25  | D    | Aubrey David         | 11 de outubro de 1990 (34 anos)   | 10    | 1    | Caledonia AIA       |
| 26  | D    | Curtis González      | 26 de janeiro de 1989 (36 anos)   | 11    | 0    | Defence Force       |
| 32  | D    | Radanfah Abu Bakr    | 12 de fevereiro de 1987 (38 anos) | 10    | 1    | Vostok              |

## Grupo C

### Belize
Técnico:  Ian Mork
| No. | Pos. | Jogador          | Idade                             | Jogos | Gols | Clube                    |
| --- | ---- | ---------------- | --------------------------------- | ----- | ---- | ------------------------ |
| 1   | GR   | Woodrow West     | 19 de setembro de 1985 (39 anos)  | 14    | 0    | Belmopan Bandits         |
| 2   | M    | David Trapp      | 5 de agosto de 1981 (43 anos)     | 13    | 0    | Belmopan Bandits         |
| 3   | M    | Trevor Lennan    | 5 de junho de 1983 (41 anos)      | 17    | 1    | Police United            |
| 5   | D    | Kahlil Velasquez | 13 de agosto de 1985 (39 anos)    | 1     | 0    | Belize Defence Force     |
| 6   | A    | Evan Mariano     | 20 de janeiro de 1988 (37 anos)   | 7     | 0    | Police United            |
| 7   | D    | Ian Gaynair      | 26 de fevereiro de 1986 (39 anos) | 27    | 0    | Belmopan Bandits         |
| 8   | D    | Elroy Smith      | 30 de novembro de 1981 (43 anos)  | 31    | 2    | Deportes Savio           |
| 9   | A    | Deon McCaulay    | 20 de setembro de 1987 (37 anos)  | 26    | 16   | Belmopan Bandits         |
| 10  | A    | Harrison Roches  | 29 de novembro de 1983 (41 anos)  | 28    | 4    | Belize Defence Force     |
| 11  | A    | Michael Salazar  | 15 de novembro de 1992 (32 anos)  | 1     | 0    | UC Riverside Highlanders |
| 12  | M    | Elroy Kuylen     | 6 de junho de 1983 (41 anos)      | 15    | 2    | Sem clube                |
| 13  | D    | Dalton Eiley     | 10 de dezembro de 1983 (41 anos)  | 24    | 0    | Placencia Assassins      |
| 14  | M    | Andres Makin Jr. | 11 de abril de 1992 (32 anos)     | 4     | 0    | Police United            |
| 16  | A    | Ashley Torres    | 15 de setembro de 1985 (39 anos)  | 4     | 0    | Placencia Assassins      |
| 18  | D    | Evral Trapp      | 22 de janeiro de 1987 (38 anos)   | 13    | 0    | Verdes                   |
| 20  | A    | Daniel Jimenez   | 14 de abril de 1988 (36 anos)     | 14    | 2    | Police United            |
| 22  | GR   | Frank Lopez      | 3 de março de 1989 (36 anos)      | 0     | 0    | Belize Defence Force     |
| 23  | D    | Tyrone Pandy     | 14 de janeiro de 1986 (39 anos)   | 7     | 0    | Belize Defence Force     |
| 24  | A    | Lennox Castillo  | 19 de novembro de 1985 (39 anos)  | 3     | 0    | Police United            |
| 25  | M    | Devon Makin      | 11 de novembro de 1990 (34 anos)  | 5     | 0    | Police United            |
| 27  | GR   | Shane Orio       | 7 de agosto de 1980 (44 anos)     | 22    | 0    | Marathón                 |
| 28  | M    | Harrison Tasher  | 5 de janeiro de 1985 (40 anos)    | 11    | 0    | Belize Defence Force     |
| 30  | M    | Luis Torres      | 2 de março de 1993 (32 anos)      | 1     | 0    | Placencia Assassins      |

### Costa Rica
Técnico:  Jorge Luis Pinto
| No. | Pos. | Jogador             | Idade                             | Jogos | Gols | Clube              |
| --- | ---- | ------------------- | --------------------------------- | ----- | ---- | ------------------ |
| 1   | GR   | Leonel Moreira      | 8 de janeiro de 1990 (35 anos)    | 3     | 0    | Herediano          |
| 2   | D    | Jhonny Acosta       | 21 de julho de 1983 (41 anos)     | 18    | 0    | Alajuelense        |
| 3   | D    | Giancarlo González  | 8 de fevereiro de 1988 (37 anos)  | 23    | 2    | Vålerenga          |
| 4   | D    | Michael Umaña       | 16 de julho de 1982 (42 anos)     | 69    | 1    | Saprissa           |
| 5   | M    | Celso Borges        | 27 de maio de 1988 (36 anos)      | 49    | 11   | AIK                |
| 6   | D    | Juan Diego Madrigal | 21 de maio de 1987 (37 anos)      | 5     | 0    | Saprissa           |
| 7   | M    | Mauricio Castillo   | 17 de março de 1992 (33 anos)     | 4     | 0    | Saprissa           |
| 8   | M    | Kenny Cunningham    | 7 de junho de 1985 (39 anos)      | 6     | 1    | The Strongest      |
| 9   | A    | Álvaro Saborío      | 22 de março de 1982 (42 anos)     | 85    | 30   | Real Salt Lake     |
| 10  | M    | Osvaldo Rodríguez   | 17 de dezembro de 1990 (34 anos)  | 7     | 0    | Santos de Guápiles |
| 11  | M    | Michael Barrantes   | 4 de outubro de 1983 (41 anos)    | 46    | 2    | Aalesund           |
| 12  | A    | Yendrick Ruiz       | 4 de dezembro de 1987 (37 anos)   | 1     | 0    | Herediano          |
| 13  | M    | Ariel Rodríguez     | 22 de abril de 1986 (38 anos)     | 12    | 0    | Alajuelense        |
| 14  | D    | Christopher Meneses | 2 de maio de 1990 (34 anos)       | 11    | 0    | Norrköping         |
| 15  | D    | Junior Díaz         | 12 de setembro de 1983 (41 anos)  | 52    | 1    | Mainz 05           |
| 16  | D    | Carlos Johnson      | 17 de março de 1984 (41 anos)     | 11    | 0    | Cartaginés         |
| 17  | M    | Yeltsin Tejeda      | 17 de março de 1992 (33 anos)     | 11    | 0    | Saprissa           |
| 18  | GR   | Patrick Pemberton   | 24 de maio de 1982 (42 anos)      | 12    | 0    | Alajuelense        |
| 19  | D    | Roy Miller          | 24 de novembro de 1984            | 41    | 1    | New York Red Bulls |
| 20  | M    | Rodney Wallace      | 17 de junho de 1988 (36 anos)     | 14    | 3    | Portland Timbers   |
| 21  | M    | Esteban Granados    | 14 de fevereiro de 1987 (38 anos) | 9     | 0    | Herediano          |
| 22  | A    | Jairo Arrieta       | 25 de agosto de 1983 (41 anos)    | 12    | 3    | Columbus Crew      |
| 23  | GR   | Luis Torres         | 16 de março de 1985 (40 anos)     | 0     | 0    | Cartaginés         |

### Cuba
Técnico: Walter Benítez
| No. | Pos. | Jogador              | Idade                             | Jogos | Gols | Clube               |
| --- | ---- | -------------------- | --------------------------------- | ----- | ---- | ------------------- |
| 1   | GR   | Odelín Molina        | 3 de agosto de 1974 (50 anos)     | 116   | 0    | Villa Clara         |
| 2   | D    | Michel Márquez       | 7 de abril de 1987 (37 anos)      | 0     | 0    | Isla de La Juventud |
| 3   | M    | Yénier Márquez       | 3 de janeiro de 1979 (46 anos)    | 107   | 12   | Villa Clara         |
| 4   | D    | Yasmani López        | 11 de outubro de 1987 (37 anos)   | 0     | 0    | Ciego de Avila      |
| 5   | D    | Jorge Luís Clavelo   | 8 de agosto de 1982 (42 anos)     | 39    | 2    | Villa Clara         |
| 6   | D    | Yoel Colomé          | 15 de outubro de 1982 (42 anos)   | 36    | 2    | La Habana           |
| 7   | M    | Armando Coroneaux    | 2 de julho de 1985 (39 anos)      | 14    | 4    | Camagüey            |
| 8   | M    | Jaime Colomé         | 30 de junho de 1979 (45 anos)     | 74    | 11   | La Habana           |
| 9   | A    | José Ciprian Alfonso | 28 de março de 1984 (40 anos)     | 0     | 0    | Pinar del Rio       |
| 10  | M    | Miguel Ángel Sánchez | 2 de agosto de 1987 (37 anos)     | 0     | 0    | Isla de La Juventud |
| 11  | M    | Ariel Martínez       | 9 de maio de 1986 (38 anos)       | 35    | 6    | Sancti Spíritus     |
| 12  | GR   | Julio Ramos          | 10 de janeiro de 1990 (35 anos)   | 1     | 0    | Las Tunas           |
| 13  | D    | Jorge Luís Corrales  | 20 de maio de 1991 (33 anos)      | 16    | 0    | Pinar del Rio       |
| 14  | D    | Aliannis Urgellés    | 25 de junho de 1985 (39 anos)     | 40    | 2    | Guantánamo          |
| 15  | D    | Renay Malblanche     | 8 de agosto de 1991 (33 anos)     | 10    | 0    | Holguín             |
| 16  | D    | Ángel Horta          | 17 de março de 1984 (41 anos)     | 0     | 0    | Camagüey            |
| 17  | A    | Alexei Zuásnabar     | 24 de abril de 1985 (39 anos)     | 6     | 0    | Cienfuegos          |
| 18  | M    | Liván Pérez          | 8 de maio de 1990 (34 anos)       | 0     | 0    | Camagüey            |
| 19  | M    | Dairon Blanco        | 10 de fevereiro de 1992 (33 anos) | 0     | 0    | Las Tunas           |
| 20  | M    | Alberto Gómez        | 12 de fevereiro de 1988 (37 anos) | 20    | 1    | Guantánamo          |
| 21  | GR   | Diosvelis Alejandro  | 21 de agosto de 1989 (35 anos)    | 0     | 0    | Artemisa            |
| 22  | A    | Yaandri Puga         | 3 de janeiro de 1988 (37 anos)    | 0     | 0    | Isla de La Juventud |
| 23  | M    | Jesús Rodríguez      | 23 de outubro de 1988 (36 anos)   | 0     | 0    | Ciego de Avila      |

### Estados Unidos
Técnico:  Jürgen Klinsmann
| No. | Pos. | Jogador               | Idade                             | Jogos | Gols | Clube                |
| --- | ---- | --------------------- | --------------------------------- | ----- | ---- | -------------------- |
| 1   | GR   | Nick Rimando          | 17 de junho de 1979 (45 anos)     | 6     | 0    | Real Salt Lake       |
| 2   | D    | Edgar Castillo        | 8 de outubro de 1986 (38 anos)    | 10    | 0    | Tijuana              |
| 3   | D    | Corey Ashe            | 14 de março de 1986 (39 anos)     | 0     | 0    | Houston Dynamo       |
| 4   | D    | Michael Orozco Fiscal | 7 de fevereiro de 1986 (39 anos)  | 5     | 1    | Puebla               |
| 5   | D    | Oguchi Onyewu         | 13 de maio de 1982 (42 anos)      | 66    | 6    | Málaga               |
| 6   | M    | Joe Corona            | 9 de julho de 1990 (34 anos)      | 4     | 0    | Tijuana              |
| 7   | D    | DaMarcus Beasley      | 24 de maio de 1982 (42 anos)      | 103   | 17   | Puebla               |
| 8   | M    | Mikkel Diskerud       | 2 de outubro de 1990 (34 anos)    | 3     | 1    | Rosenborg            |
| 9   | A    | Herculez Gomez        | 6 de abril de 1982 (42 anos)      | 21    | 5    | Tijuana              |
| 10  | A    | Landon Donovan        | 4 de março de 1982 (43 anos)      | 144   | 49   | Los Angeles Galaxy   |
| 11  | M    | Stuart Holden         | 1 de agosto de 1985 (39 anos)     | 19    | 2    | Bolton Wanderers     |
| 12  | GR   | Sean Johnson          | 31 de maio de 1989                | 3     | 0    | Chicago Fire         |
| 13  | D    | Tony Beltran          | 11 de outubro de 1987 (37 anos)   | 1     | 0    | Real Salt Lake       |
| 14  | M    | Kyle Beckerman        | 23 de abril de 1982 (42 anos)     | 25    | 1    | Real Salt Lake       |
| 15  | D    | Michael Parkhurst     | 24 de janeiro de 1984 (41 anos)   | 11    | 0    | Augsburg             |
| 16  | M    | José Francisco Torres | 29 de outubro de 1987 (37 anos)   | 20    | 0    | UANL                 |
| 17  | A    | Will Bruin            | 24 de outubro de 1989 (35 anos)   | 1     | 0    | Houston Dynamo       |
| 18  | A    | Jack McInerney        | 5 de agosto de 1992               | 0     | 0    | Philadelphia Union   |
| 19  | A    | Chris Wondolowski     | 28 de janeiro de 1983 (42 anos)   | 9     | 0    | San José Earthquakes |
| 20  | M    | Alejandro Bedoya      | 29 de abril de 1987 (37 anos)     | 14    | 0    | Helsingborg          |
| 21  | D    | Clarence Goodson      | 17 de maio de 1982 (42 anos)      | 36    | 3    | San José Earthquakes |
| 22  | GR   | Bill Hamid            | 25 de novembro de 1990            | 1     | 0    | D.C. United          |
| 23  | M    | Brek Shea             | 28 de fevereiro de 1990 (35 anos) | 17    | 0    | Stoke City           |